# Donkey Kong ’94
Donkey Kong, также Donkey Kong ’94 — видеоигра в жанре головоломки и платформера для портативной игровой системы Game Boy. Разработана совместно компаниями Nintendo и Pax Softnica, издана Nintendo. Игра представляет собой вольную адаптацию оригинальной аркадной Donkey Kong и ее сиквела Donkey Kong Jr.
Сюжет игры повторяет оригинал: игрок управляет Марио, пытающимся спасти Полину от Донки Конга. Персонажи получили обновленный дизайн. На некоторых уровнях появляется Донки Конг-младший, помогающий своему отцу.
Donkey Kong ’94 стала первой игрой для Game Boy, поддерживающей расширенные возможности при использовании с Super Game Boy. Игровой процесс сочетает элементы из Donkey Kong, Donkey Kong Jr. и Super Mario Bros. 2. В 2004 году на Game Boy Advance вышла игра Mario vs. Donkey Kong, считающаяся духовным наследником Donkey Kong ’94.

## Критика
| Сводный рейтинг    | Сводный рейтинг    |
| Агрегатор          | Оценка             |
| ------------------ | ------------------ |
| GameRankings       | 85%                |
| Иноязычные издания |                    |
| Издание            | Оценка             |
| EGM                | 8.25/10            |
| Nintendo Life      | 9/10               |
| ONM                | 89%                |
| Награды            |                    |
| Издание            | Награда            |
| VideoGames         | Best Game Boy Game |

На британском рынке Donkey Kong лидировала по продажам среди игр для Game Boy в октябре и ноябре 1994 года.
Критики положительно восприняли игру. На сайте GameRankings Donkey Kong имеет средний балл 84,93 % на основе девяти обзоров. Журнал GamePro назвал её высококлассной игрой. Рецензенты высоко оценили ностальгическую атмосферу уровней из аркадной версии, сложность новых головоломок и общую продолжительность игрового процесса. Electronic Gaming Monthly присудил Donkey Kong титул «Игра месяца», отметив ее ценность для Super Game Boy. По мнению издания, игра воссоздает «лучшие аспекты аркадного оригинала», одновременно вводя новые концепции.
Журнал Nintendo Power охарактеризовал игру как «сложную и увлекательную», отметив, что схема управления соответствует аркадному оригиналу, а не Super Mario Bros., что может вызвать некоторое замешательство у игроков поначалу. Рецензенты высоко оценили управление, уровень сложности, тематику и развлекательную составляющую игры. AllGame высоко оценил графику, звук и геймплей, требующий планирования и стратегического подхода. Обозреватель также положительно отметил, что Nintendo «не пошла по пути простого ремейка оригинальной игры».
Donkey Kong получила награду «Лучшая игра для Game Boy 1994 года» от Electronic Gaming Monthly. В 1997 году это же издание поместило игру на 67-е место в списке «100 лучших игр всех времен», высоко оценив неожиданное расширение игрового процесса оригинальной аркадной версии и постоянный вызов, предлагаемый многочисленными уровнями-головоломками. Nintendo Power включил Donkey Kong в список лучших игр для Game Boy/Game Boy Color, присудив ей 8-е место и назвав единственным настоящим продолжением оригинальной аркадной игры. Official Nintendo Magazine поместил Donkey Kong на 89-ю позицию в списке «100 величайших игр Nintendo». Бен Ривз из Game Informer назвал ее шестой лучшей игрой для Game Boy. В 2019 году PC Magazine включил Donkey Kong в список «10 лучших игр для Game Boy».